# Double Team
Double Team ist ein US-amerikanischer Actionfilm von Tsui Hark aus dem Jahr 1997.

## Handlung
Jack Quinn arbeitete früher als Geheimagent für die US-Regierung. Mittlerweile im Ruhestand und mit seiner schwangeren Frau Kathryn in Südfrankreich lebend, wird Quinn gebeten, den Fall des Terroristen Stavros zu übernehmen, den er bereits früher bekämpfte.
Quinn fährt nach Antwerpen, wo er den Waffenhändler Yaz trifft. Quinn und seine Agenten bereiten dort eine Falle für Stavros vor, der mit seiner Freundin und mit seinem Sohn Zeit in einem Vergnügungspark verbringt. Quinn schießt jedoch nicht auf Stavros, weil sich dessen Sohn in der Schusslinie befindet. Es kommt trotzdem zu einer Schießerei, in der einige Agenten von den Helfern des Terroristen angeschossen werden. Dabei werden auch die Freundin von Stavros sowie sein Sohn getötet. Stavros flieht und schwört Rache.
Der verletzte Quinn wird in eine geheime Krankenhausanlage gebracht, die als The Colony bezeichnet wird. Er flieht auf spektakuläre Art und Weise, als er erfährt, dass Kathryn von Stavros entführt wurde. Sie wird nach Rom gebracht. Stavros will sie nach der Geburt des Kindes töten und das Kind als sein eigenes aufziehen.
Yaz ist die einzige Person, die Quinn zum Terroristen bringen kann. Er bietet Quinn seine Hilfe an, als er von der Entführung erfährt.
Mithilfe von Gangstern schaffen es die beiden, Stavros zu finden. Schließlich kommt es zum Showdown im Kolosseum von Rom, bei dem der Bösewicht von einer Mine, die er selbst platziert hat, getötet wird. Quinn und sein Gefolge schaffen es, unverletzt zu bleiben, indem sie sich hinter einem Getränkeautomaten verstecken.

## Kritik
James Berardinelli bezeichnete den Film auf ReelViews als „laut“, „ungestüm“ und „sinnlos“. Der Film nehme sich selbst nicht besonders ernst. Die Reaktion eines Zuschauers hänge davon, ob er „erschütternde“ Actionfilme möge. Er werde bestimmt nicht einschlafen.
Roger Ebert schrieb in der Chicago Sun-Times vom 4. April 1997, der Film gehöre zu den „absurdesten“ Filmen, die jemals gedreht wurden, was er gar nicht kritisch meine. Der Film sei ein „typischer internationaler Actionthriller“ mit „so wenigen Dialogen wie möglich“ und einer einfachen Struktur. Ebert lobte die Darstellung von Dennis Rodman.
Das Lexikon des internationalen Films urteilt: „Konfektionierter Actionfilm, der die mangelnde Ausstrahlung der Figuren ein wenig durch ironische Schlenker und eine Rasanz ausgleicht, wie man sie aus gängigen Hongkong-Actionfilmen kennt. In einigen Szenen allzu spekulativ und gedankenlos.“

## Auszeichnungen
Dennis Rodman als Schlechtester Newcomer und als Schlechtester Nebendarsteller sowie das Paar Dennis Rodman und Jean-Claude Van Damme erhielten im Jahr 1998 die Goldene Himbeere.

## Hintergrund
Der Film wurde in Nizza und in Rom gedreht. Seine Produktionskosten betrugen schätzungsweise 30 Millionen US-Dollar. Der Film spielte in den Kinos der USA ca. 11,4 Millionen US-Dollar ein sowie ca. 36,7 Millionen US-Dollar in den anderen Ländern.
Im Verlauf des Films wird erwähnt, dass Stavros, welcher von Mickey Rourke gespielt wird, Linkshänder ist; eine Anspielung auf Mickey Rourkes tatsächliche Händigkeit, welche er in den wenigsten seiner Filme zeigte. 